# Skjaldbreiður
Skjaldbreiður är en 1 060 meter hög sköldvulkan sydväst om glaciären Langjökull på Island.